# K Londerzeel SK
Maillots
Actualités
Dernière mise à jour : 21 octobre 2024.
Le Koninklijke Londerzeel Sportkring est un club de football belge basé à Londerzeel. Le club porte le matricule 3630 et évolue en Division 2 Amateur lors de la saison 2018-2019. C'est la 29e saison du club dans les divisions nationales.

## Historique
- 1929 : fondation le 29/03/1929 de LONDERZEEL SPORTKRING; affiliation à Vlaamsche Voetbal Bond, fédération rivale de l'Union Royale Belge des Sociétés de Football Association (URBSFA)
- 1942 : affiliation à l'URBSFA le 10/09/1942; le club reçoit le numéro matricule 3630
- 1955 : après obtention du titre de Société Royale le 19/04/1955, changement de dénomination en KONINKLIJKE LONDERZEEL SPORTKRING (3630) le 22/06/1955

## Résultats dans les divisions nationales
Statistiques mises à jour le 25 mai 2023 (terme de la saison 2022-2023)

### Palmarès
- 2 fois champion de Belgique de Promotion en 2006 et 2013.

### Bilan
| Niv | Divisions     | Jouées | Titres | TM Up | TM Down |
| --- | ------------- | ------ | ------ | ----- | ------- |
| I   | 1re nationale | 0      | 0      |       |         |
| II  | 2e nationale  | 0      | 0      |       |         |
| III | 3e nationale  | 5      | 0      | 1     | 1       |
| IV  | 4e nationale  | 28     | 2      | 3     | 1       |
| V   | 5e nationale  | 0      | 0      |       |         |
|     |               |        |        |       |         |
|     | TOTAUX        | 33     | 2      | 4     | 2       |

- TM Up : test-match pour départager des égalités, ou toutes formes de Barrages ou de Tour final pour une montée éventuelle.
- TM Down : test-match pour départager des égalités, ou toutes formes de Barrages ou de Tour final pour le maintien.

### Classements
| Ordre               | Saison  | Nom du club     | Niveau                         | Classement final | Remarques                            |
| ------------------- | ------- | --------------- | ------------------------------ | ---------------- | ------------------------------------ |
| 1                   | 1980-81 | K Londerzeel SK | Promotion série B              | 8e/16            |                                      |
| 2                   | 1981-82 | K Londerzeel SK | Promotion série B              | 5e/16            |                                      |
| 3                   | 1982-83 | K Londerzeel SK | Promotion série A              | 11e/16           |                                      |
| 4                   | 1983-84 | K Londerzeel SK | Promotion série B              | 15e/16           | Relégué!                             |
| séries provinciales |         |                 |                                |                  |                                      |
| 5                   | 1989-90 | K Londerzeel SK | Promotion série B              | 3e/16            |                                      |
| 6                   | 1990-91 | K Londerzeel SK | Promotion série A              | 7e/16            |                                      |
| 7                   | 1991-92 | K Londerzeel SK | Promotion série B              | 7e/16            |                                      |
| 8                   | 1992-93 | K Londerzeel SK | Promotion série B              | 9e/16            |                                      |
| 9                   | 1993-94 | K Londerzeel SK | Promotion série B              | 14e/16           | Relégué!                             |
| séries provinciales |         |                 |                                |                  |                                      |
| 10                  | 1999-00 | K Londerzeel SK | Promotion série B              | 9e/16            |                                      |
| 11                  | 2000-01 | K Londerzeel SK | Promotion série B              | 3e/16            |                                      |
| 12                  | 2001-02 | K Londerzeel SK | Promotion série B              | 11e/16           |                                      |
| 13                  | 2002-03 | K Londerzeel SK | Promotion série B              | 6e/16            |                                      |
| 14                  | 2003-04 | K Londerzeel SK | Promotion série B              | 2e/16            | Tour final!                          |
| 15                  | 2004-05 | K Londerzeel SK | Promotion série B              | 3e/16            | Tour final!                          |
| 16                  | 2005-06 | K Londerzeel SK | Promotion série B              | 1er/16           | Champion et promu!                   |
| 17                  | 2006-07 | K Londerzeel SK | Division 3 série A             | 11e/16           |                                      |
| 18                  | 2007-08 | K Londerzeel SK | Division 3 série A             | 14e/16           | Relégué après barrages!              |
| 19                  | 2008-09 | K Londerzeel SK | Promotion série B              | 13e/16           | Barrages!                            |
| 20                  | 2009-10 | K Londerzeel SK | Promotion série B              | 11e/16           |                                      |
| 21                  | 2010-11 | K Londerzeel SK | Promotion série B              | 2e/16            | Tour final!                          |
| 22                  | 2011-12 | K Londerzeel SK | Promotion série B              | 6e/16            |                                      |
| 23                  | 2012-13 | K Londerzeel SK | Promotion série B              | 1er/15           | Champion et promu!                   |
| 24                  | 2013-14 | K Londerzeel SK | Division 3 série A             | 4e/18            | [ saisons 6 ]                        |
| 25                  | 2014-15 | K Londerzeel SK | Division 3 série A             | 11e/18           |                                      |
| 26                  | 2015-16 | K Londerzeel SK | Division 3 série A             | 4e/18            | Relégué!                             |
| 27                  | 2016-17 | K Londerzeel SK | Division 2 Amateur VFV série B | 8e/16            |                                      |
| 28                  | 2017-18 | K Londerzeel SK | Division 2 Amateur VFV série B | 12e/16           |                                      |
| 29                  | 2018-19 | K Londerzeel SK | Division 2 Amateur VFV série A | 8e/16            |                                      |
| 30                  | 2019-20 | K Londerzeel SK | Division 2 Amateur VFV série B | 11e/16           |                                      |
| 31                  | 2020-21 | K Londerzeel SK | Nationale 2 VV série B         | N/A              | saison annulée en raison du Covid-19 |
| 32                  | 2021-22 | K Londerzeel SK | Nationale 2 VV série B         | 8e/16            |                                      |
| 33                  | 2022-23 | K Londerzeel SK | Nationale 2 VV série B         | 13e/18           |                                      |
| 34                  | 2023-24 | K Londerzeel SK | Nationale 2 VV série B         | ... /18          |                                      |